# Tindevegen

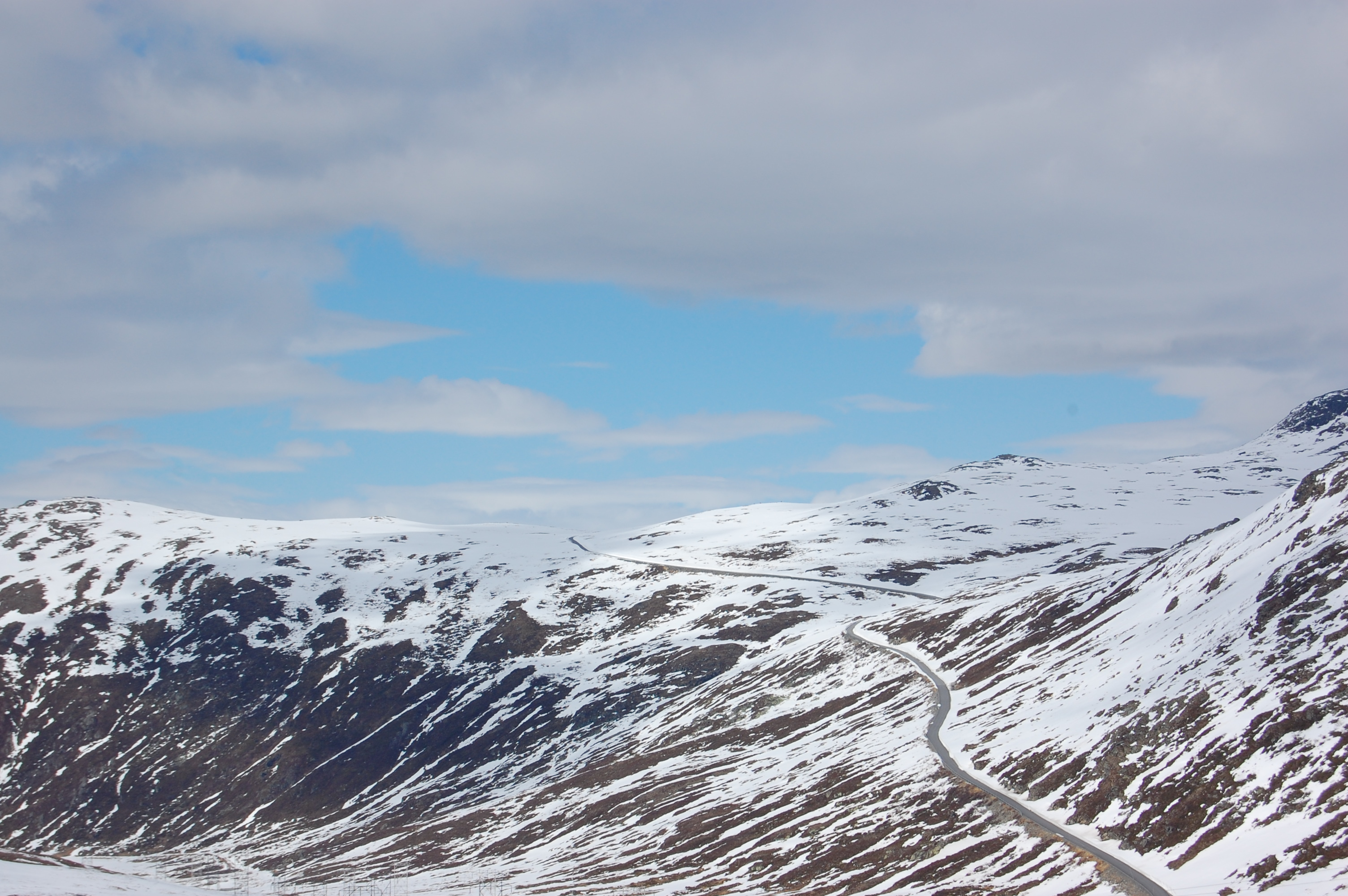
Een deel van de Tindevegen gefotografeerd vroege in mei 2010.

Tindevegen is een tolweg die loopt tussen de rijksweg RV 53 bij Øvre Årdal en de RV 55 (Sognefjellsweg) bij Turtagrø in de provincie Vestland in Noorwegen. De weg is in de winter afgesloten. Er is uitzicht op diverse bergtoppen zoals de Store Skagastølstind en de Fannaråki. De kortste route tussen Bergen en Trondheim zonder een veerboot gaat hier.